# Jorge Pérez Evelyn
Jorge Pérez Evelyn (Buenos Aires, septiembre de 1952) es el nombre escénico con que es conocido el actor, bailarín y cantante transformista argentino Jorge María Pérez. «Evelyn» fue un personaje femenino que actuaba como vedette, creado por Pérez, que lo catapultó a la fama en 1972, pero él aclaró públicamente que era un varón y que no se travestía en la vida cotidiana. A fines de marzo de 1976 se vio obligado a exiliarse a causa de un intento de violación por parte de un comisario de la Policía Federal luego de haber sido detenido, en un marco de violaciones a los derechos humanos seguido de amenazas de muerte. Pérez  continuó con éxito su carrera en otros países, como Brasil e Italia, radicándose en Nueva York. Se retiró de la actuación y se radicó en Orlando.

## Biografía

### Primeros años
Jorge Pérez nació en Buenos Aires en abril de 1952. Su madre, Hilda Dehil, era vedette de revistas, y su abuela, Anita Bobasso era actriz y cantante. 
En 1972, compuso por primera vez su personaje femenino como vedette, con el nombre de Evelyn, actuando en diversas ciudades del interior, en Brasil, y en las vacaciones de 1970 en Mar del Plata, centro nacional del espectáculo durante el verano.
En 1974 comenzó a adquirir renombre al protagonizar el espectáculo musical Verdísimo en el café-teatro Popea, que se encontraba en la Avenida Corrientes, eje del mundo del espectáculo argentino. El mismo año fue la primera vedette de la revista Los Vecinos de Corrientes, dirigido por Edgardo Cané, coreografia de Rafael García y producido por el periodista argentino Leo Vanés.
También en 1974, triunfó como primera vedette con el elenco de la revista Una Noche de Locura, protagonizada por el humorista Alberto Locatti, y junto al ballet folklórico Argentina Trío, dirigida por Antonio Prat del Teatro Maipo con mucho éxito.
El desempeño y el éxito generado por su personaje de Evelyn hicieron que el destacado productor Gerardo Sofovich contratara a Pérez para su revista llamada Corrientes de Lujo, en Sans Souci el Teatro de la Avenida Corrientes que llevaba ese nombre al estilo Francés, junto a Betty Lascaris, primera vedette del Moulin Rouge de París, Estela Raval, Marty Cosens y Chico Novarro. La presentación de Evelyn en el programa decía: «Evelyn ¿La vedette de los travestis o el Rey de las vedettes?»
A raíz de este musical, Pérez y su personaje Evelyn, comenzaron a ser objeto de entrevistas en las principales revistas de la época, como Gente y la Actualidad y Revista Siete Días, ambas revistas especializadas en el mundo del espectáculo.
En 1975 Pérez fue contactado para que Evelyn protagonizara una película con un conocido comediante argentino, Alberto Olmedo. La película se debía titular Mi novia la travesti. La censura reinante en el país no permitió usar la palabra «travesti» en el nombre de la película, y terminó llamándose Mi novia él... Tan pronto como el censor de apellido Tato, se enteró de que sería un verdadero travesti el protagonista de la película, furiosamente le hizo saber al productor que «no permitirá que un hombre vestido de mujer aparezca en la película», aunque permitió que la actriz que reemplazó a Evelyn se vistiera de hombre. Simultáneamente Pérez fue detenido por la Policía Federal y sufrió un intento de violación por parte del comisario de la Policía Federal, en un marco de violaciones a los derechos humanos. La suma de hechos lo llevó a verse obligado a exiliarse.
El último registro de sus actuaciones en Argentina, fue "Corrientes de Lujo", revista musical que se vio obligado a abandonar y exiliarse por amenazas de muerte dejadas en su camarín.

## Carrera después del exilio
En marzo de 1976 Pérez llevó su personaje Evelyn por una gira que recorrió América Latina con escala en Río de Janeiro.Luego continuó exitosamente por Caracas, con dos musicales Noche de Gala, producido por Venezolana de Producción y Gran Variedad a lo Riviera, producido por Joaquín Riviera, durante un año completo. Libertad Leblanc, una estrella de cine argentina que es amiga de Jorge, le sugirió que también llevara su personaje de Evelyn a Europa, donde actuó durante tres años con un espectáculo llamado International Evelyn Show. Como la sección Blanco y Negro del Diario ABC de Madrid comenta: Evelyn es una gran vedette gracias a un gran actor Argentino: Jorge Pérez, y agrega que Evelyn es, sencillamente, una vedette que canta, baila y hace lo que quiere en el escenario. Internacional Evelyn Show es una revista sin libro, en la que no se ha descuidado nada presentada por Francisco Paco Bermudez, manager de Raphael, Marlene Dietrich y Los Beatles. La coreografía es de Lorenzo Albornoz, y la dirección, de Rodolfo Quiroga. Pérez fue considerado como el sucesor del actor inglés Danny La Rue.
En 1999 Pérez decidió poner fin a su carrera después de recibir el premio La Perla de Oro en el festival de Riccione, Italia, como actor extranjero junto a Walter Chiari como actor nacional y establecerse en la ciudad de Nueva York y Long Island, para ayudar a desarrollar a su compañero de vida, el peinador Rodolfo Valentín. Allí abrió una cadena de salones de belleza.